# 奇跡の年 (1759年)
1759年の奇跡の年（きせきのとし、英語: Annus Mirabilis of 1759）は七年戦争におけるグレートブリテン王国のフランス王国に対しての連勝を指す語。「Annus Mirabilis」はラテン語に由来し、「奇跡の年」や「驚異の年」の意味を持つ。

## 1759年以前
戦争のはじめはイギリスの失敗の連続であった。イギリスはミノルカ島を失い、北米ではモノンガヘラ、オスウィーゴ砦、ウィリアム・ヘンリー砦、カリヨン砦で連敗した。1759年のはじめにはフランスによる本土侵攻も危惧されるという危機的な状況になったが、年末には全戦場でフランスに勝利した。

## 1759年
1759年、イギリスは北米でタイコンデロガ砦を占領、フランスをオハイオ領土から追い出し、エイブラハム平原の戦いで勝利してケベック・シティーを占領し、西インド諸島ではグアダルーペを占領した。インドにおいてはフランスによるマドラス包囲を解いた。ヨーロッパではイギリス軍がミンデンの戦いにおける連合軍の勝利をもたらした。フランスの侵攻用はしけが破壊され、イギリス海軍がフランス海軍に対しラゴスの海戦とキブロン湾の海戦で大勝したことで本土侵攻の心配もなくなり、イギリスの海軍最強国の評判は揺るぎないものとなった。
勝利の連続にホレス・ウォルポールは「私たちの鐘は勝利のたびに鳴らすだけで使い古される」と述べた。一連の勝利はハート・オブ・オーク（イギリス海軍の歌）やウルフ将軍の死など当時の芸術にも現れた。フランク・マクリーンは1759年をイギリス帝国がフランスに取って代わり、超大国になった年としている。この「奇跡の年」の功労者は従来、当時のイギリス首相ニューカッスル公爵ではなく南部担当国務大臣の大ピットとされてきたが、近年では第2次ニューカッスル公爵内閣の集団指導体制の成果であることを重視する動きもある。

## 第2の奇跡の年
1762年もイギリスにとって成功続きの年であった。イギリス軍はプロイセンとともにフランス軍をヴィルヘルムスタールの戦いでハノーファーから追い出し、ポルトガル軍とともにフランスとスペインによるポルトガル侵攻を撃退し、またフランス領のマルティニークを占領、さらにスペイン領のハバナとマニラを占領した。このため、1762年は「第二次奇跡の年」（英語: Second Annus Mirabilis）と呼ばれることもある。